# Okreek
Okreek es un lugar designado por el censo ubicado en el condado de Todd en el estado estadounidense de Dakota del Sur. En el Censo de 2010 tenía una población de 269 habitantes y una densidad poblacional de 2,31 personas por km².

## Geografía
Okreek se encuentra ubicado en las coordenadas 43°20′55″N 100°23′19″O / 43.34861, -100.38861. Según la Oficina del Censo de los Estados Unidos, Okreek tiene una superficie total de 116.63 km², de la cual 116.51 km² corresponden a tierra firme y (0.1%) 0.12 km² es agua.

## Demografía
Según el censo de 2010, había 269 personas residiendo en Okreek. La densidad de población era de 2,31 hab./km². De los 269 habitantes, Okreek estaba compuesto por el 8.92% blancos, el 0% eran afroamericanos, el 86.99% eran amerindios, el 0% eran asiáticos, el 0% eran isleños del Pacífico, el 0.74% eran de otras razas y el 3.35% pertenecían a dos o más razas. Del total de la población el 2.23% eran hispanos o latinos de cualquier raza.